# Messina Springs
Messina Springs era una piccola comunità, a nord-ovest di Messina (ora East Syracuse) degli Stati Uniti d'America, situato nello Stato di New York, nella contea di Onondaga.